# Nogometno ludilo (film)
Nogometno ludilo (eng. Soccer Mom) je američki film iz 2008. godine s Missi Pyle i Emily Osment u glavnim ulogama.

## Radnja
Samohrana majka Wendy Handler (Missi Pyle) učinit će sve da svoju djecu učini sretnom. Trener nogometnog tima njene kćeri, Becce (Emily Osment), daje otkaz i najavljuje da će njegovo mjesto zauzeti velika talijanska nogometna zvijezda Lorenzo (Dan Cortese). Međutim, to se ipak ne dogodi. Tada na scenu stupa Wendy koja će se, uz pomoć svojih prijatelja, frizera i filmskog kozmetičara, prerušiti u talijanskog nogometaša i početi trenirati tim svoje kćeri. Ipak, uskoro će shvatiti da posao trenera nije jednostavan, a njen plan će je dovesti u mnogo nevjerojatnih situacija. 

## Uloge
- Missi Pyle kao Wendy Handler, Beccaina majka
- Emily Osment kao Becca Handler
- Dan Cortese kao Lorenzo Vincenzo
- Kristen Wilson kao Dee Dee
- Elon Gold kao Tony
- Master P kao Wally
- Ellery Sprayberry kao Kelci Handler, Wendyna mlađa kćerka
- Dylan Sprayberry kao Sam Handler, Wendyn sin
- Robert Cavanah kao Harry
- Cassie Scerbo kao Tiffany
- Jennifer Sciole kao Patti Duchamps
- Courtney Brown kao Laurie
- Clint Culp kao Rick
- Eugene Osment kao Marty
- Karen Masumoto kao Sierra
- Steve Hytner kao Coach Kenny
- Monika Jolly kao Waitress #1
- Victoria Jackson kao Dr. Renneker
- William O'Leary kao Harley the Tournament Director
- Lou Volpe kao Italian National
- Joy Fawcett kao Joy Fawcett (glumila samu sebe)
- John David Smith kao sudac
- Hymnson Chan kao Bell Boy